# Dom Handlowy Chełmiec w Wałbrzychu
Dom Handlowy Chełmiec, dawniej Powszechny Dom Towarowy (PDT), Kaufhaus Schocken, Merkur – dom towarowy w Wałbrzychu, położony przy ulicy Słowackiego 7 w centrum miasta.
Budynek został wzniesiony w stylu modernistycznym w 1928. Był to jeden z pierwszych domów towarowych niemieckiej sieci marketów Schocken. Po 1945 budynek został przejęty przez polskie Powszechne Domy Towarowe. W latach 1975–1990 było to największe centrum handlowe w mieście i okolicy, zaopatrujące klientów nie tylko z miasta ale też ze Świdnicy, Strzegomia, Dzierżoniowa,  znajdowały się tutaj liczne sklepy różnych branż i punkty usługowe, sklepy samoobsługowe. W chwili obecnej znajduje się kilka sklepów i punktów usługowych, częściowo obiekt jest w prywatnych rękach.
Za projekt architektoniczny odpowiedzialne było Biuro Projektowe Schocken, a architektem kierującym był Bernhard Sturtzkopf, wcześniej asystent i współpracownik Waltera Gropiusa.